# Chirothrips andrei
Chirothrips andrei är en insektsart som beskrevs av Zur Strassen 1974. Chirothrips andrei ingår i släktet Chirothrips och familjen smaltripsar. Inga underarter finns listade i Catalogue of Life.